# Lady Pink
Lady Pink (Sandra Fabara; n. 1964, Ambato, Ecuador) este o artistă de graffiti.
Ea a crescut în Queens, New York și și-a început cariera în anul 1979 când a început să studieze arta graffiti-ului la Liceul De Arte și Design, creându-și un renume propriu ca fiind singura femeie capabilă să concureze cu un bărbat în această artă. Pink a început să își exprime talentul în stațiile de metrou în anii 1979-1985. Ea a apărut în filmul "Wild Style" (1982) și în "Hip Hop Files", cartea Marthei Cooper. A lucrat de asemenea cu Jenny Holzer. Lucrările ei sunt expuse în colecțiile din Whitney Museum of American Art, Metropolitan Museum of Art, Brooklyn Museum și Groninger Museum. În iulie 2006, creația sa "The Black Dude" a fost expusă într-o prezentare de artă a graffiti-ului la Muzeul Brooklyn.